# Cemetery Circuit

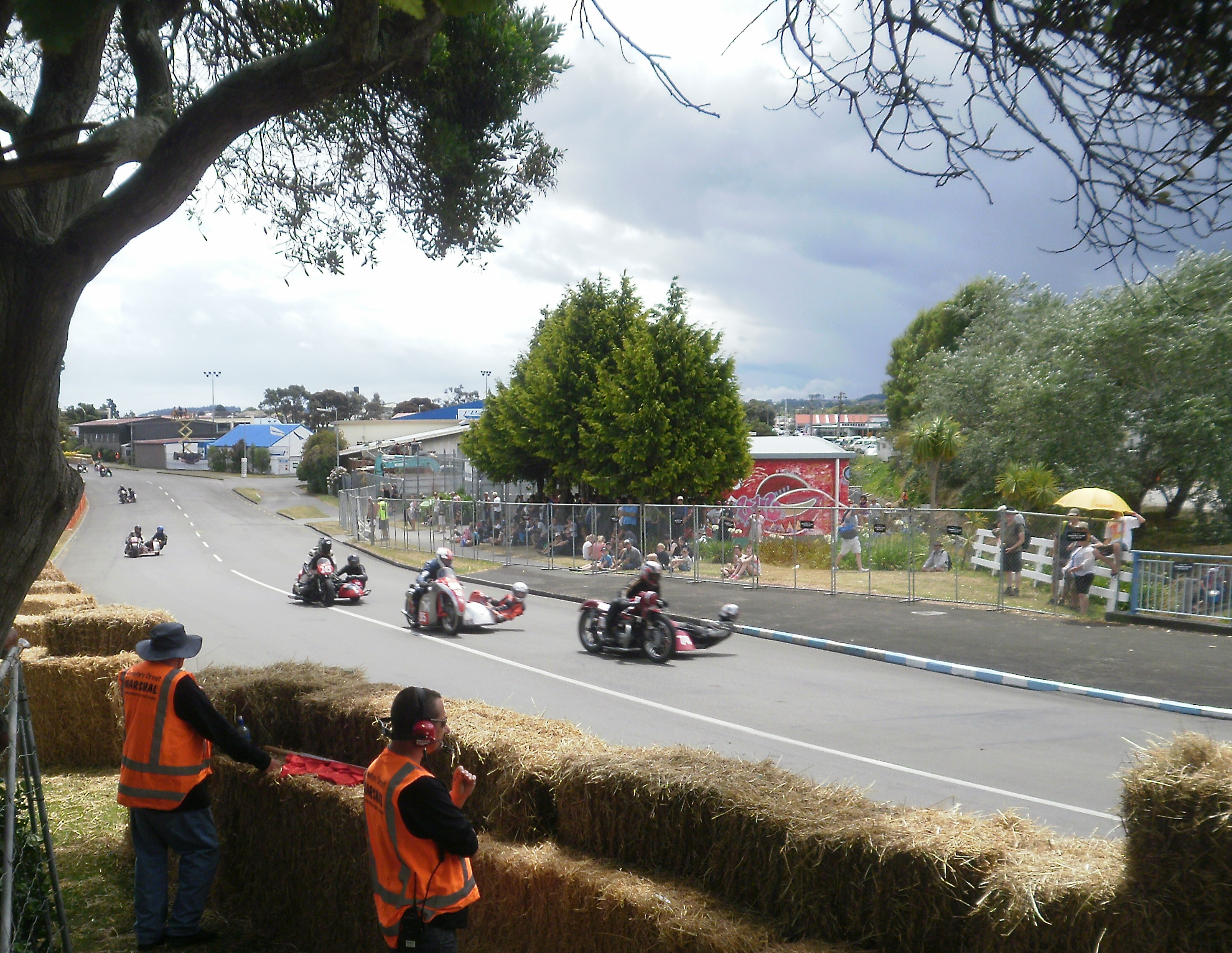
Seitenwagen auf dem Cemetery Circuit

Der Cemetery Circuit ist eine temporärer Stadtkurs bei Wanganui in Neuseeland.

## Geschichte
Seit 1951 findet einmal im Jahr auf der Strecke ein Motorsportmeeting mit Rennen für Motorräder und Seitenwagen statt.

## Streckenbeschreibung
Die Strecke führt zum Teil durch den alten Stadtfriedhof von Wanganui.